# Serie A2 2011-2012 (pallamano femminile)
Il campionato italiano Serie A2 2011/2012 di pallamano femminile si divide in 3 gironi.
Per ogni incontro i punti assegnati in classifica sono così determinati:
- Tre punti per la squadra che vinca l'incontro alla fine dei tempi regolamentari;
- Due punti per la squadra che vinca l'incontro dopo i tiri di rigore;
- Un punto per la squadra che perde l'incontro dopo i tiri di rigore;
- Zero punti per la squadra che perda l'incontro alla fine dei tempi regolamentari.

## Girone A
Classifica
| Mestrino Valle Autotrasporti        |
| Alitrans Vigasio                    |
| Ariosto Ferrara                     |
| Raluca                              |
| Cassano Magnago                     |
| Casalgrande Padana                  |
| Leonesse Brescia Centrale del Latte |
| Brixen                              |
| Taufers                             |
| Schenna                             |
| Metalsider Mezzocorona              |

:Il Mestrino Valle Autotrasporti ottiene promozione in A1
: Il Metalsider Mezzocorona viene retrocesso in serie B.

## Girone B
Classifica
| Lombardi Ecologia      |
| Sinergia Sassari       |
| Sangiorgio PDO Salerno |
| Euromed Mugello        |
| FIrenze la Torre       |
| Camerano               |
| Cassa Rurale Pontinia  |

: La Lombardi Ecologica ottiee la promozione in A1.
: Il Cassa Rurale Pontinia viene retrocessa in serie B.

## Girone C
Classifica Playoff
| Domenico Scina Palermo     |
| GEaplast Licata            |
| Bellino Regali Hibla Mayor |
| Puntese                    |

Classifica Playout
| Città di Regalbuto      |
| 4 Enna                  |
| S.S. Pallamano Acireale |
| Don Luigi Sturzo        |

A partire dal 3-03-2012 le prime quattro squadre si affrontano nella poule promozione, le ultime 4 nelle poule retrocessione, per decidere chi verrà promosso in A1 e chi invece subirà retrocessione.
I punti dei gironi di andata e ritorno non sono mantenuti, la classifica si divide in 2 branche da quattro (una branca per i play-off, con le prime quattro squadre classificate nel girone regolare, una per i play-out, con le ultime quattro squadre classificate nel girone regolare).
: Al termine dei play-off la Domenico Scina Palermo ottiene la promozione in A1.
: Al termine dei play-out la squadra Don Luigi Sturzo viene retrocessa in Serie B.